# Aspasi de Biblos
Aspasi de Biblos (en llatí Aspasius, en grec antic Ἀσπάσιος) fou un sofista grec, que segons Suides era contemporani dels sofistes Hadrià i Aristides i, per tant, devia viure en els regnats de Marc Aureli i Còmmode, cap a l'any 180.
Suides li atribueix una obra sobre Biblos, unes meditacions, un encomi a l'emperador Hadrià i alguns altres escrits, avui tots perduts. El mencionen Ulpià d'Antioquia i Foci.